# زراعة الوجه

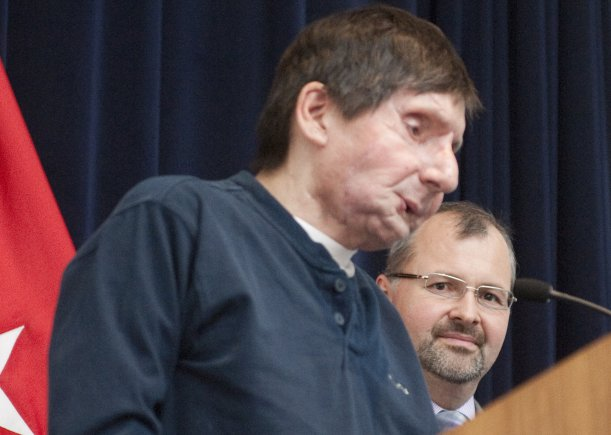

عملية زراعة الوجه هو إجراء طبي تجميلي لاستبدال كل أو جزء من وجه الشخص نتيحة مرض أو حدوث نهش أو تهشيم للوجه، ولقد أثارت القضية بسبب ما تردد في الأوساط العلمية حول عملية زراعة الوجه وسط المخاوف العديد من الانتقادت، ولقد أصبحت الجراحة ممكنة لحد ما، لأن زراعة الوجه مثلما يحدث في عمليات زراعة القلب تتطلب وفاة المتبرع، ولقد دخلت عمليات زراعة الوجه مرحلة ثورية، وذلك في عام 2005 عندما تمت في فرنسا أول عملية زراعة لنصف الوجه السفلي لسيدة في الثامنة والثلاثين تدعى إيزابيل داينور، كانت قد تعرضت للعض من قبل كلبها وهو يحاول إيقاضها من غيبوبة ثم توالت العمليات التي أجريت بعد ذلك، فأولى عمليات زراعة الوجه بالكامل قد أجريت في إسبانيا عام 2010  ولكن ما تزال عملية زرع الوجه نادرة في الوسط الطبي، حيث أجريت أقل من 40 عملية في العالم لحد الآن، ومات ستة مرضى بعد العملية، حيث رفضت أجسامهم تقبّل هذا الوجه الجديد.

## المستفيدون من زراعة الوجه
إن الناس المستفيدون من هذه الزراعة هم من تعرضت وجوهمم تشويهاً جراء الصدمات، والحروق، والأمراض، أو العيوب الخلقية فتجرى لأجل الناحية الجمالية ، وكان بيتر بتلر أستاذ الجراحة التجميلية في مستشفى رويال فري أول من اقترح هذا النهج من العمليات لمن تعرضت وجوههم لتشويه في مجلة لانسيت في عام 2002. وسبب هذا الاقتراح جدلا كبيرا حول أخلاقيات هذا الإجراء في ذلك الوقت.

## التاريخ
أولى عمليات الزراعة في العالم كانت في الهند إذ حدث عام 1994 في إقليم البنجاب أن أعيد وجه الطفلة سانديب كور التي لم تتجاوز تسعة أعوام، وكانت قد تعرضت لحادث حيث علق شعرها بواسطة آلة دراس
مما جعل جلدة وجهها و فروة رأسها تنفصل تماماً عن جمجمتها فهرع بها والدها إلى المستشفى وهو يحملهما في كيس بلاستيك حيث نجح الطبيب توماس أبراهام، في إعادة توصيل الشرايين وزرع الجلد على الرغم من أن ذلك ترك بعض التلف في العضلات، فضلا عن الندوب حول محيط الجراحة حيث تم خياطة جلد الوجه مرة أخرى.

## زراعات متعددة
- في عام 2006 تمت زراعة وجه لرجل صيني تعرض لهجوم وحشي من دب ترك له وجهاً مشوهاً، حيث فقد جزءاً كبيراً من الأنسجة التي تغطي الجانب الأيمن من وجهه، وقد تمت زراعة أنسجة له من متبرع توفي في حادث مروري.
- في عام 2009 خضعت كوني كولب وهي سيدة أمريكية لزراعة وجه بدلا من وجهها جراء إصابته بطلق ناري شوه وأتلف ملامحه حيث تلف الأنف والخدان وسقف الفم وإحدى عينيها وتمت زراعة الوجه من متبرع توفي إكلينيكياً، حيث استأصل الأطباء من المتبرع أنفه وشفته السفلى وعظام خدّيه، وقد أجرى الفريق الطبي في مستشفى كليفلاند بقيادة رئيسة قسم أبحاث جراحة التجميل ماريا سيمونو هذه العملية المعقدة والتي أستغرقت 22 ساعة وأستطاعوا فيها أن يرمموا 80 % من وجه كوني.
- في عام 2010 تمت لأول مرة زراعة وجه كامل لرجل في إسبانيا حيث تعرض وجهه لتشوهات جراء طلق ناري في عام 2005 مما أدى إلى تلف ملامحه بالكامل، مما دعى فريق طبي مكون من 30 طبيب في مستشفى دهيبرون الجامعي في برشلونة بإجراء عملية الزراعة التي استغرقت 24 ساعة.[4]

### الأوساط الأجتماعية
إن عمليات زراعة الوجوه باتت اليوم مثيرة للجدل، فبعد أن كانت في الماضي مستحيلة الحدوث أصبحت اليوم متداولة، حيث جعلت بعض المهتمين يتساءلون إن كانت أخلاقية أم لا ؟ بخلاف الحالة والآلام النفسية التي يصعب عليه تتحملها فإن الشخص المريض يتم منحه ملامح ظاهرة من المتبرع المتوفي، مما يسبب الضيق لأهل المتبرع وأصدقائهِ، كما ان المنتقدين يرون أن هذه العمليات ليست للمحافظة على الحياة أنما فقط لتحسين الوضع. أما أخطارها على المستوى الأخلاقي القانوني يمكن التنبؤ بها، فربما مع تطورها وسهولتها قد تستخدم لأغراض غير نزيهة كتسهيل عملية فرار المجرمين من جرائهم أو هروب المسؤولين من مسؤوليتهم.

### الأوساط الطبية
مثار الانتقاد في الأوساط العلمية قولهم أن المريض سيخضع مدى الحياة لتناول أدوية تُحجم من المناعة لكي لا ترفض هذا الوجه المزروع، مما يسبب تلفاً في أعضائه التي سلامتها تضمن لهُ استمرارية الحياة ويضيف المنتقدون أضراراً أخرى لها، حيث ان العملية تحتاج بعد الانتهاء منها لعدة شهور قبل أن يقرر الفريق الطبي مدى نجاح العملية التي أجريت، في هذا الوقت الذي يلزم الأعصاب لتشفى، كما أن عمليات زراعة الوجه تتطلب جهداً ووقتاً أكثر مما تتطلبه زراعة أي عضو آخر، حيث تتطلب زراعة الجلد والعضلات وربط الأوردة والشرايين والخلايا العصبية التي تتيح للمريض سهولة تحريك قسمات الوجه، بالإضافة إلى آراء المنتقديين الذين يؤلبون الرأي العام أحيانا ضد مسيرة الأبحاث لزراعة الوجه، كما أن الفريق الطبي الذي يقوم بهذه العمليات يضع اعتبارات كثيرة في هذا النوع من العمليات كي لا تتعرض للفشل وهذه الاعتبارات هي نوع نسيج البشرة، ونوع الجنس، العمر ولون البشرة.